# Каменец (историко-архитектурный заповедник)
Национальный историко-архитектурный заповедник «Каменец» (сокращённо — НИАЗ «Каменец»). Расположен в Каменце-Подольском, Хмельницкая область.

## История
Ещё 23 марта 1928 года в Харькове Совет Народных Комиссаров УССР издал постановление «Об объявлении замка-крепости в г. Каменце-Подольском государственным историко-культурным заповедником». Согласно этому постановлению, замок в пределах старинных его стен и земляных валов со всеми старинными крепостными сооружениями, Русскими и Польскими воротами, башней Стефана Батория был объявлен государственным историко-культурным заповедником и передан со всем имуществом, которое имело историко-культурное значение, в ведение наркомата образования УССР.
Провозглашение крепости заповедником стало важным, но только первым шагом к признанию заповедной всей территории Старого города. Но пока это произошло, город претерпел невосполнимые потери: большевистская власть ещё до войны стёрла с лица земли ряд прекрасных храмов: Армянский Николаевский, Иоанно-Предтеченский, Казанский, Троицкий в Старом городе, Александра Невского — на Новом плане.
Немало памятников было приспособлено под нужды производства. Так, в 1959 году создаваемый электромеханический завод разместили в помещениях бывшего Кармелитского монастыря. С первых послевоенных лет ткацкая фабрика эксплуатировала дом Подольской духовной семинарии, табачная — крепостные казармы, а швейная фабрика до сих пор на полную мощность использует здание окружного суда.
20 февраля 1967 года Совет Министров УССР издал постановление, в котором, в частности, было предусмотрено создание историко-архитектурного заповедника в Каменце-Подольском (другие города, названные в постановлении: Киев, Луцк, Белгород-Днестровский, Новгород-Северский).
Постановлением от 18 мая 1977 года Совет Министров УССР объявил, что Старый город Каменец-Подольский — это Каменец-Подольский государственный историко-архитектурный заповедник (ГИАЗ).
Указом Президента Украины от 30 апреля 1998 года Каменец-Подольский ГИАЗ преобразован в НИАЗ «Каменец».
14 октября 1998 года Министерство культуры и искусств, а на следующий день Государственный комитет строительства, архитектуры и жилищной политики утвердили (по представлению Хмельницкой облгосадминистрации) Положение о НИАЗ. Согласно этому Положению, НИАЗ «Каменец» является национальным учреждением культуры в подчинении Хмельницкой облгосадминистрации. А основными задачами НИАЗ является охрана принадлежащих ему объектов, организация реставрации и использования памятников, регенерация архитектурной среды, памяткоохранная, научно-исследовательская, культурно-образовательная работа для популяризации градостроительного архитектурного наследия Старого города как национального культурного достояния.
Директор заповедника (с 3 сентября 1987 года) — Василий Владимирович Фенцур, член Национального союза архитекторов Украины.

## Статистика
Площадь заповедника составляет 121 гектар (его границы 16 июня 1977 утвердил Хмельницкий облисполком). Это прежде всего Старый город, зажатый в петле реки Смотрич, а также прилегающий каньон Смотрича, Замковый мост, комплекс Старого и Нового замков. Достопримечательности Нового плана, Русских и Польских поместий не являются объектами заповедника.
Согласно справке городского управления градостроительства и архитектуры, он содержит 175 зданий, которые находятся на государственном учёте как памятники архитектуры и имеют национальное (121 памятник) или региональное (54 достопримечательности) значение. По этому показателю Каменец-Подольский занимает третье место на Украине (после Киева и Львова).
Из 175 памятников архитектуры Каменца-Подольского львиная доля (156 объектов, или 89 %) находится в ведении НИАЗ. Из этих 156 памятников 115 имеют национальное значение, 41 — местное. Весьма пёстрым является распределение памятников на территории заповедника по форме собственности: 7 — государственная, 78 — городская коммунальная, 12 — частная, 45 — общая собственность территориальных общин облсовета, 14 — собственность религиозных общин.